# Diplycosia rufescens
Diplycosia rufescens är en ljungväxtart som beskrevs av Schlechter. Diplycosia rufescens ingår i släktet Diplycosia och familjen ljungväxter. Inga underarter finns listade i Catalogue of Life.